# BlackSeraphimon
BlackSeraphimon(ブラックセラフィモン,Burakkuserafimon) es un personaje ficticio de la franquicia de anime y manga Digimon. Pertenece a la cuarta temporada, Digimon Frontier.

## Personalidad
BlackSeraphimon es completamente lo opuesto a Seraphimon es malo y cruel, eso se debe que los Datos de Seraphimon se fusionaron con Mercurymon y se volvieron malvados.

## Apariencia
BlackSeraphimon aparenta un Ángel Caído digimon igual a Seraphimon pero en vez de alas de Ángel tiene alas de Demonio, cabello negro, su armadura cambia de azul rey a verde oscuro, la cruz que tiene en su rostro gira para formar una "X" y su voz se hace más profunda y rasposa al combinarla a la de Mercuremon.

## Aparición en el anime
Después que Mercuremon absorbiera los datos de Sephirotmon se convirtió en Blackseraphimon y combatió contra Agunimon y luego con Burnigreymon dentro de Sephirotmon. Gracias al poder Seraphimon Takuya puedo evolucionar en Aldamon derrotándolo y recupereando los datos de Seraphimon que regresaron a su digihuevo.

## Ataques
- Seven hell(セブンズヘル, Sebenzu Heru)/Siete infiernos :Este ataque es un homólogo del Siete Cielos de Seraphimon.Crea siete esferas de oscuridad que las lanza contra el adversario.
- Testament(テスタメント, Tesutomento)/Testamento: Arroja rayos de sus manos.

## Digievoluciones
| Número | Nivel    | Digimon                 |
| 1      | Bebe     | Poyomon                 |
| 2      | Bebe 2   | Tokomon                 |
| 3      | Niño     | Patamon                 |
| 4      | Adulto   | Angemon                 |
| 5      | Perfecto | MagnaAngemon            |
| 6      | Mega     | Mercuremon + Seraphimon |

- Datos: Q6396784